# Carl Gustav Wocke
Carl Gustav Georg Ludwig Wocke (* 26. Juli 1808 in Oppeln; † 21. Juni 1879 in Fraustadt) war ein deutscher Jurist und Politiker.

## Leben
Als Sohn eines Kriminalrichters geboren, studierte Wocke nach dem Besuch der Gymnasien in Wesel und Görlitz Rechtswissenschaften in Breslau. Während seines Studiums wurde er 1829 Mitglied der Alten Breslauer Burschenschaft Arminia. Wegen seiner burschenschaftlichen Aktivitäten wurde er 1834 verhaftet und verhört, jedoch nicht verurteilt. Nach seinen Examen 1831 und 1834 wurde er Hilfsarbeiter beim Friedensgericht in Bnin bei Posen und 1837 Justizkommissär sowie ab 1838 Notar in Trzemeszno; von 1847 bis 1850 war er in Rawitsch tätig. In der Landwehr war er zuletzt als Hauptmann eingesetzt. Ab 1850 war er kommissarischer, 1851 endgültiger Landrat im Kreis Adelnau. Von 1862 bis 1868 war er Landrat im Kreis Posen. Ab 1875 arbeitete er als Rechtsanwalt und Notar in Schroda, ab 1878 in Fraustadt.

## Ehrungen
- St.-Annen-Orden, 3. Klasse
- Roter Adlerorden, 4. Klasse